# Route européenne 47
Pour les articles homonymes, voir E47 et Route 47.
La route européenne 47 (E47) est une route reliant Helsingborg à Lübeck. Elle passe par Copenhague.

## Suède
En Suède, la route E47 se confond avec :
| (Auto)route | Tracé                         | Villes traversées | Routes européennes croisées           |
| ----------- | ----------------------------- | ----------------- | ------------------------------------- |
| ferry       | Entre Helsingborg et Elseneur |                   | E4 E6 E20 à Helsingborg E55 en commun |

## Danemark
Au Danemark, la route E47 se confond avec :
| (Auto)route | Tracé                       | Villes traversées | Routes européennes croisées                   |
| ----------- | --------------------------- | ----------------- | --------------------------------------------- |
|             | Entre Elseneur et Rødbyhavn | Copenhague, Køge  | jusqu'à Nørre Alslev entre Copenhague et Køge |

## Allemagne
En Allemagne, la route E45 se confond avec :
| (Auto)route | Tracé                          | Villes traversées | Routes européennes croisées |
| ----------- | ------------------------------ | ----------------- | --------------------------- |
|             | Entre Fehmarn et Heiligenhafen |                   |                             |
|             | Entre Heiligenhafen et Lubeck  |                   |                             |